# Goodhue megye
Goodhue megye az Amerikai Egyesült Államokban, azon belül Minnesota államban található. Megyeszékhelye és legnagyobb városa Red Wing. Lakosainak száma 47 582 fő (2020. április 1.). Goodhue megye Pierce, Dodge, Pepin, Wabasha, Olmsted, Rice és Dakota megyékkel határos.

## Népesség
A megye népességének változása:
| Lakosok száma | 46 181 | 46 228 | 46 389 | 46 464 | 46 435 | 47 582 |
|               | 2010   | 2011   | 2012   | 2013   | 2015   | 2020   |